# Mistrzostwa Azji w Piłce Ręcznej Mężczyzn 2008
Mistrzostwa Azji w Piłce Ręcznej Mężczyzn 2008 – trzynaste mistrzostwa Azji w piłce ręcznej mężczyzn, oficjalny międzynarodowy turniej piłki ręcznej o randze mistrzostw kontynentu organizowany przez AHF mający na celu wyłonienie najlepszej męskiej reprezentacji narodowej w Azji. Odbył się w dniach 17–26 lutego 2006 roku w irańskim mieście Isfahan. Zawody były jednocześnie eliminacjami do MŚ 2009. Tytułu zdobytego w 2006 roku broniła reprezentacja Kuwejtu.
Pomimo wcześniejszych obiekcji AHF, mistrzostwa zostały przeprowadzone pod nadzorem Międzynarodowej Federacji Piłki Ręcznej w związku z kontrowersjami wokół azjatyckich eliminacji do turnieju piłki ręcznej na Igrzyskach Olimpijskich 2008. W zawodach triumfowała Korea Południowa, wraz z pozostałymi medalistami zyskując awans na Mistrzostwa Świata w Piłce Ręcznej Mężczyzn 2009.

## Kontrowersje
Turniej zakończył się w atmosferze skandalu, bowiem reprezentacja Bahrajnu nie przystąpiła do meczu o piąte miejsce w proteście przeciwko, ich zdaniem, ustawionemu wynikowi meczu ostatniej kolejki grupowej Iran–Kuwejt, który pozbawił ich zespół miejsca w półfinale.
Przed tym spotkaniem Bahrajn zakończył już swoje zmagania w fazie grupowej mając na swoim koncie trzy zwycięstwa i porażkę z niepokonanym dotychczas Kuwejtem, Irańczycy zaś odnieśli dwa zwycięstwa i ulegli zawodnikom z Bahrajnu. Zwycięstwo Irańczyków nad Kuwejtem spowodowałoby, iż te trzy drużyny miałyby w tabeli sześć punktów i o ostatecznej kolejności decydowałby bilans bramkowy pomiędzy zainteresowanymi zespołami. W takim przypadku możliwe były cztery scenariusze kolejności pierwszej trójki grupy A:
- jedną bramką – Kuwejt (+1), Iran (0), Bahrajn (-1)
- dwiema bramkami – Iran (+1), Kuwejt (0) Bahrajn (-1)
- trzema bramkami – Iran (+2), Kuwejt (-1), Bahrajn (-1)
- czterema bramkami – Iran (+3), Bahrajn (-1), Kuwejt (-2).

Tak więc jedynym wynikiem skutkującym wyeliminowaniem Bahrajnu z walki o medale, a jednocześnie utrzymaniem Kuwejtu na pierwszym miejscu w grupie, była jednobramkowa wygrana Irańczyków. Reprezentacja Kuwejtu kontrolowała przebieg spotkania i na pięć i pół minuty przed jego końcem wyraźnie wygrywała 31–25, końcową część przegrywając jednak 3–10 i ostatecznie cały mecz 34–35.
Dodatkowym argumentem Bahrajńczyków dotyczącym niesportowego ich traktowania była decyzja o wyznaczeniu do sędziowania meczu z Kuwejtem arbitrów z Iranu, bowiem zespół z tego państwa rozgrywał swoje spotkania w tej samej grupie.
Za niestawienie się na spotkanie o piąte miejsce i wcześniejszy powrót do kraju AHF nałożył na reprezentację Bahrajnu sankcje w postaci sklasyfikowania na ostatnim miejscu zawodów, wykluczenia z kolejnych mistrzostw oraz kary pieniężnej w wysokości 15 tysięcy dolarów.

## Uczestnicy
- Grupa A
  -  Bahrajn[7]
  -  Chiny[8]
  -  Iran[9]
  -  Liban[10]
  -  Kuwejt[11]
- Grupa B
  -  Arabia Saudyjska[12]
  -  Japonia[13]
  -  Katar[14]
  -  Korea Południowa[15]
  -  Zjednoczone Emiraty Arabskie[16]

## Faza grupowa

### Grupa A
|  | 17 lutego 2008 16:00 | Iran    | 36-28 | Chiny | Pirouzi Arena, Isfahan |
|  | 17 lutego 2008 16:00 | (19-15) |       |       | Pirouzi Arena, Isfahan |

|  | 17 lutego 2008 20:00 | Kuwejt | 26-24 | Bahrajn | Pirouzi Arena, Isfahan |
|  | 17 lutego 2008 20:00 | (12-8) |       |         | Pirouzi Arena, Isfahan |

|  | 18 lutego 2008 16:00 | Bahrajn | 36-27 | Liban | Pirouzi Arena, Isfahan |
|  | 18 lutego 2008 16:00 | (18-11) |       |       | Pirouzi Arena, Isfahan |

|  | 18 lutego 2008 20:00 | Kuwejt | 33-28 | Chiny | Pirouzi Arena, Isfahan |
|  | 18 lutego 2008 20:00 | (20-8) |       |       | Pirouzi Arena, Isfahan |

|  | 19 lutego 2008 16:00 | Iran    | 34-27 | Liban | Pirouzi Arena, Isfahan |
|  | 19 lutego 2008 16:00 | (16-15) |       |       | Pirouzi Arena, Isfahan |

|  | 20 lutego 2008 14:30 | Kuwejt  | 29-22 | Liban | Pirouzi Arena, Isfahan |
|  | 20 lutego 2008 14:30 | (14-12) |       |       | Pirouzi Arena, Isfahan |

|  | 20 lutego 2008 18:30 | Bahrajn | 35-29 | Chiny | Pirouzi Arena, Isfahan |
|  | 20 lutego 2008 18:30 | (17-15) |       |       | Pirouzi Arena, Isfahan |

|  | 21 lutego 2008 16:00 | Bahrajn | 33-32 | Iran | Pirouzi Arena, Isfahan |
|  | 21 lutego 2008 16:00 | (12-20) |       |      | Pirouzi Arena, Isfahan |

|  | 22 lutego 2008 16:30 | Chiny   | 28-27 | Liban | Pirouzi Arena, Isfahan |
|  | 22 lutego 2008 16:30 | (16-14) |       |       | Pirouzi Arena, Isfahan |

|  | 22 lutego 2008 20:30 | Iran    | 35-34 | Kuwejt | Pirouzi Arena, Isfahan |
|  | 22 lutego 2008 20:30 | (15-18) |       |        | Pirouzi Arena, Isfahan |

### Grupa B
|  | 17 lutego 2008 18:00 | Korea Południowa | 36-27 | Zjednoczone Emiraty Arabskie | Pirouzi Arena, Isfahan |
|  | 17 lutego 2008 18:00 | (20-10)          |       |                              | Pirouzi Arena, Isfahan |

|  | 17 lutego 2008 22:00 | Arabia Saudyjska | 28-28 | Japonia | Pirouzi Arena, Isfahan |
|  | 17 lutego 2008 22:00 | (14-13)          |       |         | Pirouzi Arena, Isfahan |

|  | 18 lutego 2008 18:00 | Katar   | 30-29 | Zjednoczone Emiraty Arabskie | Pirouzi Arena, Isfahan |
|  | 18 lutego 2008 18:00 | (12-14) |       |                              | Pirouzi Arena, Isfahan |

|  | 18 lutego 2008 22:00 | Korea Południowa | 33-25 | Japonia | Pirouzi Arena, Isfahan |
|  | 18 lutego 2008 22:00 | (18-12)          |       |         | Pirouzi Arena, Isfahan |

|  | 19 lutego 2008 18:00 | Arabia Saudyjska | 31-28 | Katar | Pirouzi Arena, Isfahan |
|  | 19 lutego 2008 18:00 | (17-12)          |       |       | Pirouzi Arena, Isfahan |

|  | 20 lutego 2008 16:30 | Korea Południowa | 31-30 | Arabia Saudyjska | Pirouzi Arena, Isfahan |
|  | 20 lutego 2008 16:30 | (17-15)          |       |                  | Pirouzi Arena, Isfahan |

|  | 20 lutego 2008 20:30 | Japonia | 44-27 | Zjednoczone Emiraty Arabskie | Pirouzi Arena, Isfahan |
|  | 20 lutego 2008 20:30 | (21-17) |       |                              | Pirouzi Arena, Isfahan |

|  | 21 lutego 2008 18:00 | Katar   | 32-31 | Japonia | Pirouzi Arena, Isfahan |
|  | 21 lutego 2008 18:00 | (11-17) |       |         | Pirouzi Arena, Isfahan |

|  | 22 lutego 2008 14:30 | Arabia Saudyjska | 31-26 | Zjednoczone Emiraty Arabskie | Pirouzi Arena, Isfahan |
|  | 22 lutego 2008 14:30 | (17-13)          |       |                              | Pirouzi Arena, Isfahan |

|  | 22 lutego 2008 18:30 | Korea Południowa | 31-23 | Katar | Pirouzi Arena, Isfahan |
|  | 22 lutego 2008 18:30 | (14-9)           |       |       | Pirouzi Arena, Isfahan |

## Faza pucharowa

### Mecz o 9. miejsce
|  | 24 lutego 2008 14:00 | Zjednoczone Emiraty Arabskie | 38-25 | Liban | Pirouzi Arena, Isfahan |
|  | 24 lutego 2008 14:00 | (18-13)                      |       |       | Pirouzi Arena, Isfahan |

### Mecz o 7. miejsce
|  | 25 lutego 2008 14:30 | Japonia | 38-35 | Chiny | Pirouzi Arena, Isfahan |
|  | 25 lutego 2008 14:30 | (22-15) |       |       | Pirouzi Arena, Isfahan |

### Mecz o 5. miejsce
|  | 25 lutego 2008 17:00 | Katar | walkower | Bahrajn | Pirouzi Arena, Isfahan |
|  | 25 lutego 2008 17:00 |       |          |         | Pirouzi Arena, Isfahan |

### Mecze o miejsca 1–4
|  |                      |                  |           |                      |    |                  |                  |       |
|  | Półfinały            | Półfinały        | Półfinały |                      |    | Finał            | Finał            | Finał |
|  | Półfinały            | Półfinały        | Półfinały |                      |    | Finał            | Finał            | Finał |
|  | 24 lutego 2008 16:30 |                  |           |                      |    |                  |                  |       |
|  |                      |                  |           |                      |    |                  |                  |       |
|  | Kuwejt               | Kuwejt           | 32        |                      |    |                  |                  |       |
|  | Kuwejt               | Kuwejt           | 32        | 26 lutego 2008 17:00 |    |                  |                  |       |
|  | Arabia Saudyjska     | Arabia Saudyjska | 29        |                      |    |                  |                  |       |
|  | Arabia Saudyjska     | Arabia Saudyjska | 29        |                      |    | Korea Południowa | Korea Południowa | 27    |
|  | 24 lutego 2008 19:00 |                  |           |                      |    | Korea Południowa | Korea Południowa | 27    |
|  |                      |                  | Kuwejt    | Kuwejt               | 21 |                  |                  |       |
|  | Korea Południowa     | Korea Południowa | Kuwejt    | Kuwejt               | 21 | 33               |                  |       |
|  | Korea Południowa     | Korea Południowa |           |                      |    |                  |                  |       |
|  | Iran                 | Iran             | 24        |                      |    |                  |                  |       |
|  | Iran                 | Iran             | 24        | Mecz o 3. miejsce    |    |                  |                  |       |
|  |                      |                  |           |                      |    |                  |                  |       |
|  | 26 lutego 2008 14:30 |                  |           |                      |    |                  |                  |       |
|  |                      |                  |           |                      |    |                  |                  |       |
|  | Arabia Saudyjska     | Arabia Saudyjska | 24        |                      |    |                  |                  |       |
|  | Arabia Saudyjska     | Arabia Saudyjska | 24        |                      |    |                  |                  |       |
|  | Iran                 | Iran             | 23        |                      |    |                  |                  |       |
|  | Iran                 | Iran             | 23        |                      |    |                  |                  |       |

|  | 24 lutego 2008 16:30 | Kuwejt  | 32-29 | Arabia Saudyjska | Pirouzi Arena, Isfahan |
|  | 24 lutego 2008 16:30 | (16-14) |       |                  | Pirouzi Arena, Isfahan |

|  | 24 lutego 2008 19:00 | Korea Południowa | 33-24 | Iran | Pirouzi Arena, Isfahan |
|  | 24 lutego 2008 19:00 | (13-12)          |       |      | Pirouzi Arena, Isfahan |

|  | 26 lutego 2008 14:30 | Arabia Saudyjska | 24-23 | Iran | Pirouzi Arena, Isfahan |
|  | 26 lutego 2008 14:30 | (13-12)          |       |      | Pirouzi Arena, Isfahan |

|  | 26 lutego 2008 17:00 | Korea Południowa | 27-21 | Kuwejt | Pirouzi Arena, Isfahan |
|  | 26 lutego 2008 17:00 | (15-9)           |       |        | Pirouzi Arena, Isfahan |

## Klasyfikacja końcowa
| Miejsce | Reprezentacja                | Uwagi          |
| ------- | ---------------------------- | -------------- |
| złoto   | Korea Południowa             | awans: MŚ 2009 |
| srebro  | Kuwejt                       | awans: MŚ 2009 |
| brąz    | Arabia Saudyjska             | awans: MŚ 2009 |
| 4       | Iran                         | -              |
| 5       | Katar                        | -              |
| 6       | Japonia                      | -              |
| 7       | Chiny                        | -              |
| 8       | Zjednoczone Emiraty Arabskie | -              |
| 9       | Liban                        | -              |
| 10      | Bahrajn                      | -              |